# Deacon Jones
David D. Jones, detto Deacon (Eatonville, 9 dicembre 1938 – Anaheim, 3 giugno 2013), è stato un giocatore di football americano statunitense che ha giocato nel ruolo di defensive end per 14 anni nella National Football League (NFL) con i Los Angeles Rams, San Diego Chargers e Redskins.
È stato inserito nella Pro Football Hall of Fame nel 1980.
Specializzato nei sack dei quarterback, un termine attribuito proprio a lui, Jones fu soprannominato "il segretario della difesa" ed è considerato uno dei migliori difensori di tutti i tempi. Il Los Angeles Times lo dichiarò "il miglior giocatore dei Rams di tutti i tempi" e il suo ex allenatore George Allen lo chiamò "il miglior defensive end del football moderno".
Il 4 giugno 2013 morì all'età di 74 anni per cause naturali. Dalla stagione 2013 il leader stagionale della NFL in sack riceve il Deacon Jones Award in sua memoria.

## Carriera professionistica
Jones fu scelto nel quattordicesimo giro del Draft NFL 1961 dai Los Angeles Rams. Si guadagnò presto il ruolo di defensive end titolare e formò un tandem col tackle Merlin Olsen perennemente inserito nella formazione ideale della stagione All-Pro. Divenne parte della leggendaria linea difensiva dei Rams soprannominata "Fearsome Foursome" (con Lamar Lundy, Rosey Grier e Olsen), considerata una delle migliori di tutti i tempi.
Jones fu inserito nella prima formazione ideale della stagione All-Pro per cinque annate consecutive dal 1965 al 1969 e nel Second-team All-Pro nel 1964, 1970 e 1972. Fu convocato per 7 Pro Bowl consecutivi, dal 1964 al 1970, e un'ultima volta con la maglia dei San Diego Chargers nel 1972. Fu votato miglior uomo della linea difensiva dei Rams nel 1962, '64, '65 e '66. Nel 1971, Jones soffrì un grave infortunio che lo costrinse a saltare 4 partite, terminando la stagione con 4,5 sack, il minimo in carriera fino a quel momento.
Nel 1972, Jones fu incluso in uno scambio che coinvolse diversi giocatori e trasferito ai San Diego Chargers dove ebbe immediatamente successo. Fu nominato capitano difensivo dei Chargers e guidò tutta la linea difensiva in tackle totali. Deacon concluse la carriera coi Washington Redskins nel 1974. Nel corso della carriera, Jones fu anche votato 4 volte miglior difensore della settimana dall'Associated Press e due volte miglior difensore della stagione, nel 1967 e nel 1968.

## Palmarès
- (8) Pro Bowl (1964, 1965, 1966, 1967, 1968, 1969, 1970, 1972)
- (5) First-team All-Pro (1965, 1966, 1967, 1968, 1969)
- (3) Second-team All-Pro (1964, 1970, 1972)
- Formazione ideale del 75º anniversario della National Football League
- Formazione ideale del 100º anniversario della National Football League
- Formazione ideale della NFL degli anni 1960
- (2) Miglior difensore dell'anno della NFL (1967, 1968)
- Numero 75 ritirato dai Rams
- Pro Football Hall of Fame
- Classificato al #15 tra i migliori cento giocatori di tutti i tempi da NFL.com